# Dwór w Olesznej
Dwór w Olesznej – zabytkowy dwór wybudowany w XVIII w., w miejscowości Oleszna.

## Historia
Wejście do zabytku przez kolumnowy portyk podtrzymujący balkon. Część pomieszczeń posiada sklepienia. Obiekt jest częścią zespołu dworskiego, w skład którego wchodzą jeszcze: willa, oficyny nr 5 i 7, cztery obory, dwie stodoły, park krajobrazowy z XIX w.